# リチャード・カーン
カーン男爵、リチャード・カーン（Richard Ferdinand Kahn、Baron Kahn、1905年8月10日 - 1989年6月6日）は、イギリスのロンドンに生まれた経済学者。ユダヤ系 。一般理論の共著者的存在とされ、貨幣論からもアドバイスを受けたと一般理論の序文で触れている。ケンブリッジ大学でケインズと若手経済学者の研究会との結び付けを強くさせるのに貢献した。また、初めて「乗数」という考え方を明らかにして、ケインズの「投資乗数」の理論に役立てた（カーンの場合「雇用乗数」）。「サーカス」（ケインズサーカス）の一員であった。

## 略歴
- 1905年 ロンドンのハムステッドに生まれる。
- セント・ポールズ・スクールで学ぶ。
- ケンブリッジ大学キングズ・カレッジに進学し、物理学を専攻。
- 1927年 自然科学トライポス（優等卒業試験）を取り卒業。奨学金によりもう1年学業に専念することができたので経済学を学ぶ。
- 1928年 経済学トライポスで第1位の成績を収め、卒業。
- 1929年 フェローシップ請求論文「短期の経済学」を完成。
- 1930年春 フェローの資格を得る。
- 1931年 「国内投資の失業に対する関係」を発表（乗数の概念を示した最初の論文）。
- この頃、「ケンブリッジ・サーカス」を組織（最初のメンバーは、リチャード・カーン、ジェイムズ・ミード、ジョーン・ロビンソン、ピエロ・スラッファなど）。
- 1933年 ケンブリッジ大学の経済学講師。
- 1936年 キングズ・カレッジの経済学教育スタッフ。
- 1939年 - 1944年 様々な政府機関で働く。
- 1951年 ケンブリッジ大学の経済学教授。
- 1955年 国際連合のヨーロッパ経済委員会の研究部門のメンバー。
- 1959年 OEEC（後のOECD）の専門家グループのメンバー。
- 1960年代 UNCTADの専門家グループのメンバー。
- 1965年 一代貴族として上院に列せられる（Baron Kahn of Hampstead）。
- 1972年 ケンブリッジの経済学教授を引退。
- 1989年 死去（83歳）。

## 著書
- 『雇用と成長』、浅野栄一・袴田兆彦共訳、日本経済評論社、1983年
- 『ケインズ「一般理論」の形成』、浅野栄一・地主重美共訳、岩波書店、1987年

### 参考
- en:Richard Kahn（英語版）